# K-550 Alexander Nevskij
Alexander Nevskij är en rysk atomdriven ubåt av Borej-klass, under konstruktion sedan mars 2004. Den är uppkallad efter det ryska helgonet Alexander Nevskij.